# فرانك كيني هولبرووك
فرانك كيني هولبرووك (بالإنجليزية: Frank Kinney Holbrook)‏ هو لاعب كرة قدم أمريكية أمريكي، (و. 1874  م).